# Homeport
HOMEPORT s.r.o. je česká společnost, která navrhuje, vyvíjí a dodává městské systémy sdílení kol. Byla založena Charlesem Butlerem v roce 2004. V roce 2016 měla tato firma v 18 městech dohromady 10 177 kol a 978 stanic.

## Historie
Společnost HOMEPORT s.r.o. působí na trhu od roku 2004. Jejím zakladatelem je Charles Butler, mající anglický původ a dlouhodobě žijící v České republice. Ten je také spoluzakladatelem firmy DATART a dále i developerské společnosti M2 Real Estate.
Když Charles Butler začal s podnikáním v oblasti sdílených kol, prvotní myšlenkou bylo sdílení dopravních prostředků, které měly sloužit k odvozu zboží zakoupeného v obchodě do bydliště nakupujícího, z čehož vznikl i název HOME–PORT. Tato myšlenka nefungovala podle jeho představ, a později, když byl vyvinut speciální zámek, začalo se pro něj hledat nové uplatnění. Postupem času se společnost začala specializovat na městské systémy sdílení kol, první bikesharingový provoz byl spuštěn v roce 2009 ve francouzském městě La Rochelle a je provozován do současnosti. Veškerý vývoj systému probíhá v České republice. Výroba je z 98 % také soustředěna v České republice.[zdroj?]

## Služby a produkty

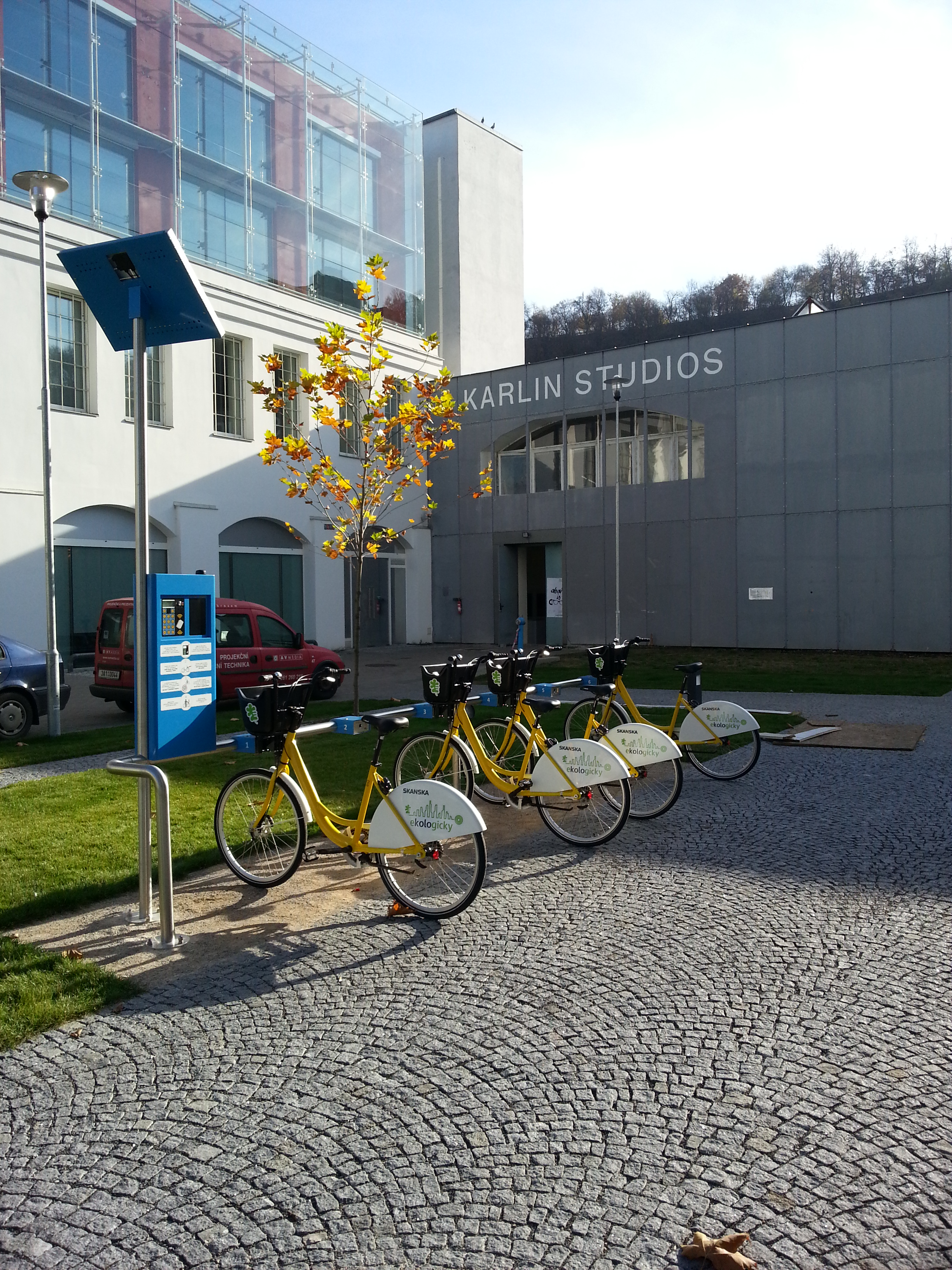
Solárně napájená stanice s přihlašovacím a registračním terminálem

Homeport nabízí systémy sdílení kol, elektrokol nebo jiných dopravních prostředků. Takový systém zahrnuje kola, kolostavy (případně i dobíjecí stanice), webové stránky, uživatelské mobilní aplikace i aplikace pro provozovatele systému, který může získávat data ze stanic, uživatelských webových stránek i mobilních aplikací v reálném čase. Dobíjecí stanice elektrokol je možné provozovat bez napojení na elektrickou síť. Při takovém řešení je na stanici umístěn akumulátor dobíjený solárním panelem.[zdroj?]
V roce 2016 Homeport vyvinul nový zámek pro nabíjecí stanice a pro hybridní systémy kombinující kola a elektrokola. Tento zámek umožňuje automatické dobíjení elektrokola po jeho vrácení do zámku stanice. Takováto stanice je napojená na elektrickou síť. Pro tyto systémy také Homeport vyvinul inteligentní[ujasnit] elektrokolo pro celoroční venkovní provoz, s maximální rychlostí 25 km/h a dojezdností 55 km.[zdroj?]

## Projekty

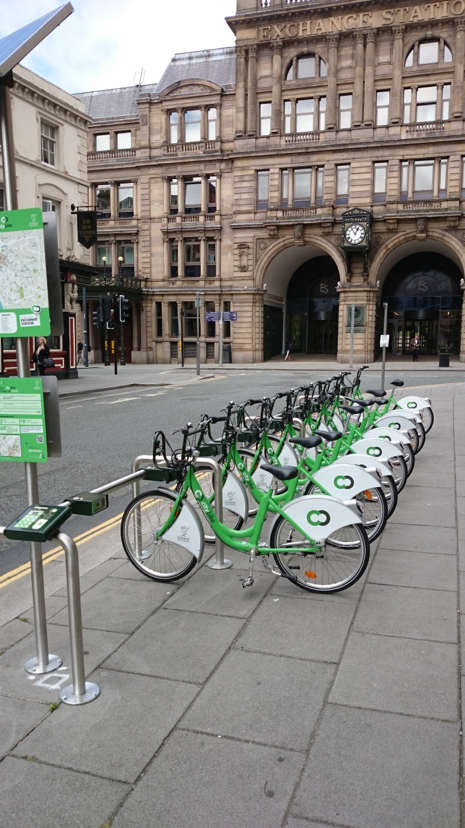
Bikesharingový systém v Liverpoolu

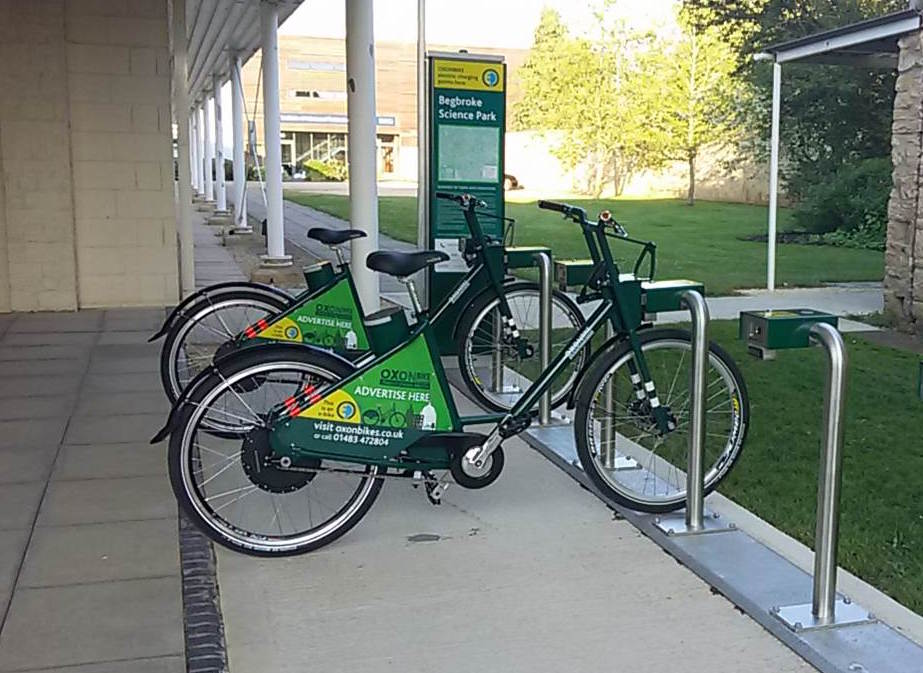
Elektrokola v Oxfordu

V roce 2016 měl Homeport své systémy v pěti zemích světa. V těchto zemích má dohromady 18 bikesharingových systémů v provozu.[zdroj?]

### Francie
Prvním projektem firmy Homeport byl systém se 70 stanicemi a 250 koly ve francouzském přístavním městě La Rochelle.

### Spojené království
Ve Spojeném království byly postupně zprovozněny systémy ve městech Blackpool, Lincoln, Dumfries, Nottingham, Northampton, Southport, Liverpool, Reading, Sheffield a Oxford. Největším systémem je bikesharingový provoz v Liverpoolu, kde se nachází[kdy?] 140 stanic a 1 000 kol.[zdroj?] Systém v Oxfordu jako první z výše vyjmenovaných vpustilo do svého provozu také elektrokola, ta jsou dobíjena přímo v zámcích na stanicích.

### Polsko
Do Polska dodal Homeport tři bikesharingové systémy a to do měst Štětín, Bílsko-Bělá a Bydhošť.[zdroj?]

### Saúdská Arábie
Do Saúdské Arábie dodal Homeport celkem tři systémy, dva do měst Dammam a Jubail a jeden systém také do univerzitního kampusu King Faisal University. Tyto tři systémy se odlišují tím, že byly zakoupeny Saúdskou investiční bankou a ne městem, jak to je ve většině systémů sdílení kol.

### Česká republika
Prvním českým experimentem s automatizovanými výpůjčními stojany byl systém nazvaný "Yello", zavedený v pražském Karlíně v rámci popovodňové obnovy městské části. Byl spuštěn v říjnu 2005. Fungoval 5 let, než byl na jaře 2011 nainstalován nový systém. V roce 2017 zahrnoval celkem 7 stanic, 15 jízdních kol a 900 registrovaných uživatelů. Jednalo se o testovací provoz, na kterém si společnost zkoušela své technologie (hardware i software).

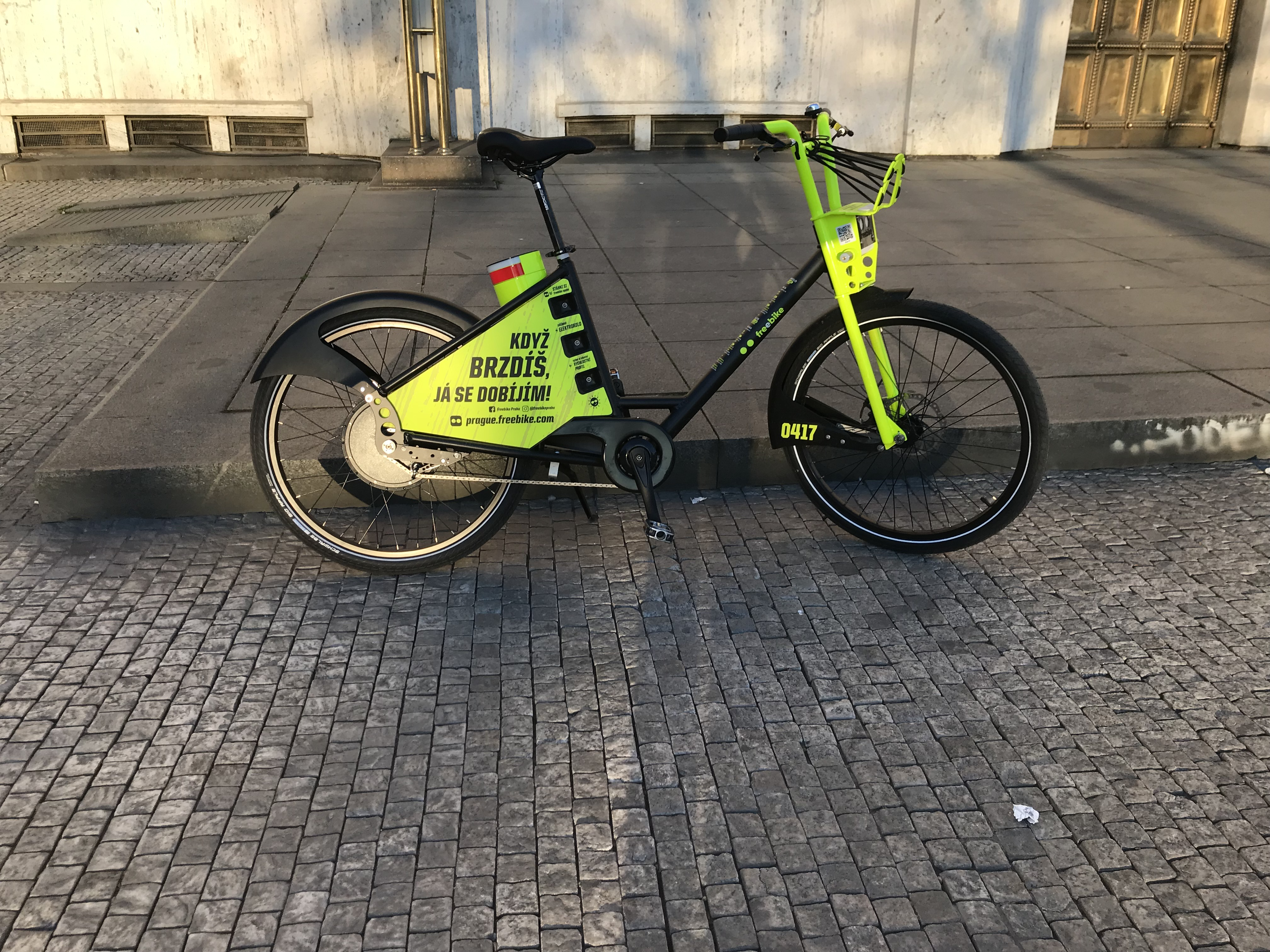
Sdílené elektrokolo Freebike (značka Homeportu) na Palackého náměstí v Praze

Na konci března 2016 byl spuštěn tendr týkající se systému sdílení kol pro Prahu s názvem Zavedení systému veřejného půjčování kol v Praze, jelikož Rada hlavního města Prahy schválila studii technické proveditelnosti tohoto systému a uložila Dopravnímu podniku Prahy, aby realizoval výběrové řízení na dodavatele. Zadavatel zvolil formu soutěžního dialogu, což je vícefázový formát tendru, během kterého se zadávací dokumentace tvoří na základě rozhovoru s jednotlivými účastníky. Do výběrového řízení týkající se městského systému veřejného půjčování kol se společnost Homeport přihlásila a představila systém kombinující standardní kola a elektrokola kvůli kopcovitému terénu Prahy.
Dne 1. dubna 2019 spustil Homeport v Praze 1 až 8 a Horních Počernicích sdílení svých 500 jízdných elektrokol značky Freebike. Umístěny jsou ve více než 250 virtuálních stanicích. Ivestice firmu stála 25 milionů korun. Jde o první projekt, který si firma hradí z vlastních peněz.